# Siralkoppa
Siralkoppa é uma panchayat (vila) no distrito de Shimoga, no estado indiano de Karnataka.

## Geografia
Siralkoppa está localizada a 14° 23′ N, 75° 15′ L. Tem uma altitude média de 595 metros (1952 pés).

## Demografia
Segundo o censo de 2001, Siralkoppa tinha uma população de 14.501 habitantes. Os indivíduos do sexo masculino constituem 50% da população e os do sexo feminino 50%. Siralkoppa tem uma taxa de literacia de 68%, superior à média nacional de 59,5%: a literacia no sexo masculino é de 70% e no sexo feminino é de 66%. Em Siralkoppa, 15% da população está abaixo dos 6 anos de idade.